# ウッジャインの戦い
ウッジャインの戦い（ウッジャインのたたかい、英語：Battle of Ujjain）は、1801年7月18日にインドのウッジャインにおいて、ホールカル家とシンディア家との間に行われた戦闘。

## 概要
18世紀末以降、マラーター同盟内において、シンディア家とホールカル家の関係は険悪であった。
1801年7月18日、ヤシュワント・ラーオ・ホールカルはシンディア家の軍勢とシンディア家の首都ウッジャイン近郊で激突した。 
シンディア家の軍勢はヨーロッパ人のジョン・ヘンシングに率いられ、大量の大砲で武装していたが、ホールカル家の軍勢に敗れた。
この戦いでシンディア家の軍犠牲者は3000人近くに及んだという。ホールカル家の勝利は次のプネーの戦いにもつながるものであった。